# Jared Terrell
Jared Terrell (ur. 10 lutego 1995 w Weymouth) – amerykański koszykarz, występujący na pozycji rzucającego obrońcy, aktualnie zawodnik Hapoelu Ejlat.
W 2014 wziął udział w meczu wschodzących gwiazd Jordan Classic Regional. W 2016 i 2017 wystąpił w turnieju Adidas Nations Counselors.
14 września 2019 dołączył do izraelskiego.

## Osiągnięcia
Stan na 14 września 2019, na podstawie, o ile nie zaznaczono inaczej.
NCAA
- Uczestnik rozgrywek:
  - II rundy turnieju NCAA (2017, 2018)
  - turnieju Portsmouth Invitational (2018)
- Mistrz:
  - turnieju konferencji Atlantic 10 (2017)
  - sezonu regularnego Atlantic 10 (2018)
- Zaliczony do:
  - I składu:
    - Atlantic 10 (2018)
    - debiutantów Atlantic 10 (2015)
- Zawodnik tygodnia Atlantic 10 (27.02.2017, 27.11.2017, 22.01.2018)
- Debiutant tygodnia Atlantic 10 (2.02.2015, 23.02.2015)